# Pterogobius elapoides
Pterogobius elapoides és una espècie de peix de la família dels gòbids i de l'ordre dels perciformes.

## Morfologia
- Els mascles poden assolir 8,3 cm de longitud total.[6][7]

## Hàbitat
És un peix marí, de clima temperat i demersal.

## Distribució geogràfica
Es troba des de Corea i les costes centrals del Japó fins a Hong Kong.

## Observacions
És inofensiu per als humans.